# Godelleta
Godelleta es una localidad y municipio español situado en la parte oriental de la comarca de la Hoya de Buñol, en la provincia de Valencia, Comunidad Valenciana. Limita con los municipios de Turís, Alborache, Buñol, Chiva y Torrente. Cuenta con una población de 4182 habitantes (INE 2024).
El municipio godelletano comprende los núcleos de población de Godelleta —capital municipal—, Calicanto B, Cumbres de Calicanto, Los Cabuchuelos, Calicanto A, Loma de los Caballeros, Los Mirasoles, El Monsec, La Fuentecica, Viñamalata, Alto del Royo, El Quemao, Alto de la Torre, Cuesta del Sastre, Loma Santa, El Coscojar, El Rellano, El Viso, El Guarrach, Cañada Farandola, Cañada Menescal, Cañada del Terrero, Lo Frasquito, El Bellotero, Cañada del Fraile, Los Felipes, La Mojonera y El Bosque.

## Geografía

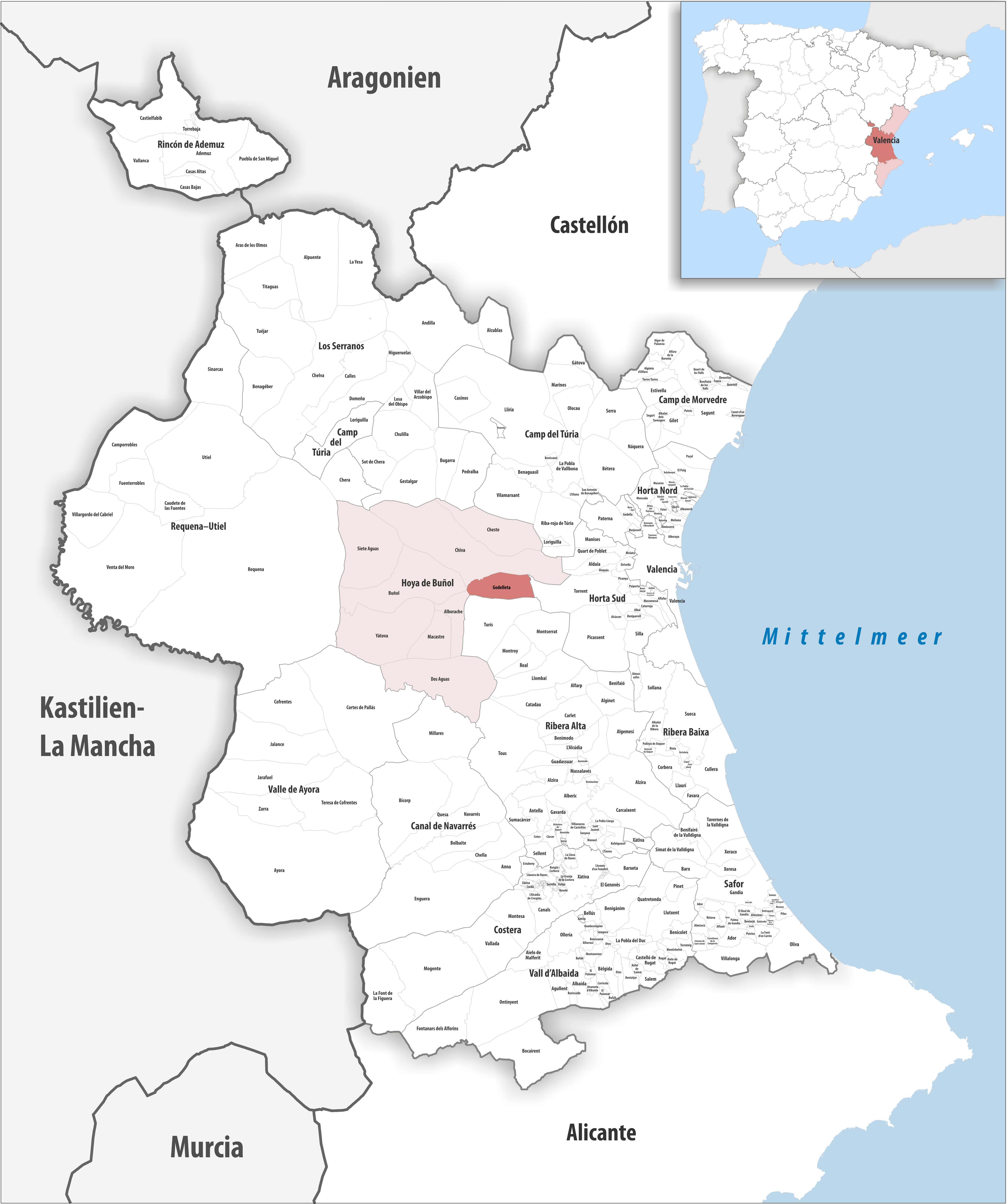
Extensión del municipio en la provincia de Valencia

Godelleta está situada en el sector sureste de la comarca y comprende una superficie de monte y llano. Por el norte su ubica la Sierra Perenchiza y destaca el pico Miravalencia (442 m) que limita entre Buñol, Chiva y Godelleta. El resto de terreno esta atravesado por los barrancos de Pelos (norte) y la Fuentecita (sur) que recogen las aguas de los ríos Murtal y Viñamalata.
Hay bastantes fuentes, como las de Calicanto, Fuentesica, Carrasca, la Pieza, la Rulla y el Vizco. No obstantes, el principal curso fluvial es el barranco de Viñamalata, que ha sido aprovechado para el riego de los sistemas de regadío del municipio.
La zona montañosa está ocupada por pinos y monte bajo, y pastos en invierno.

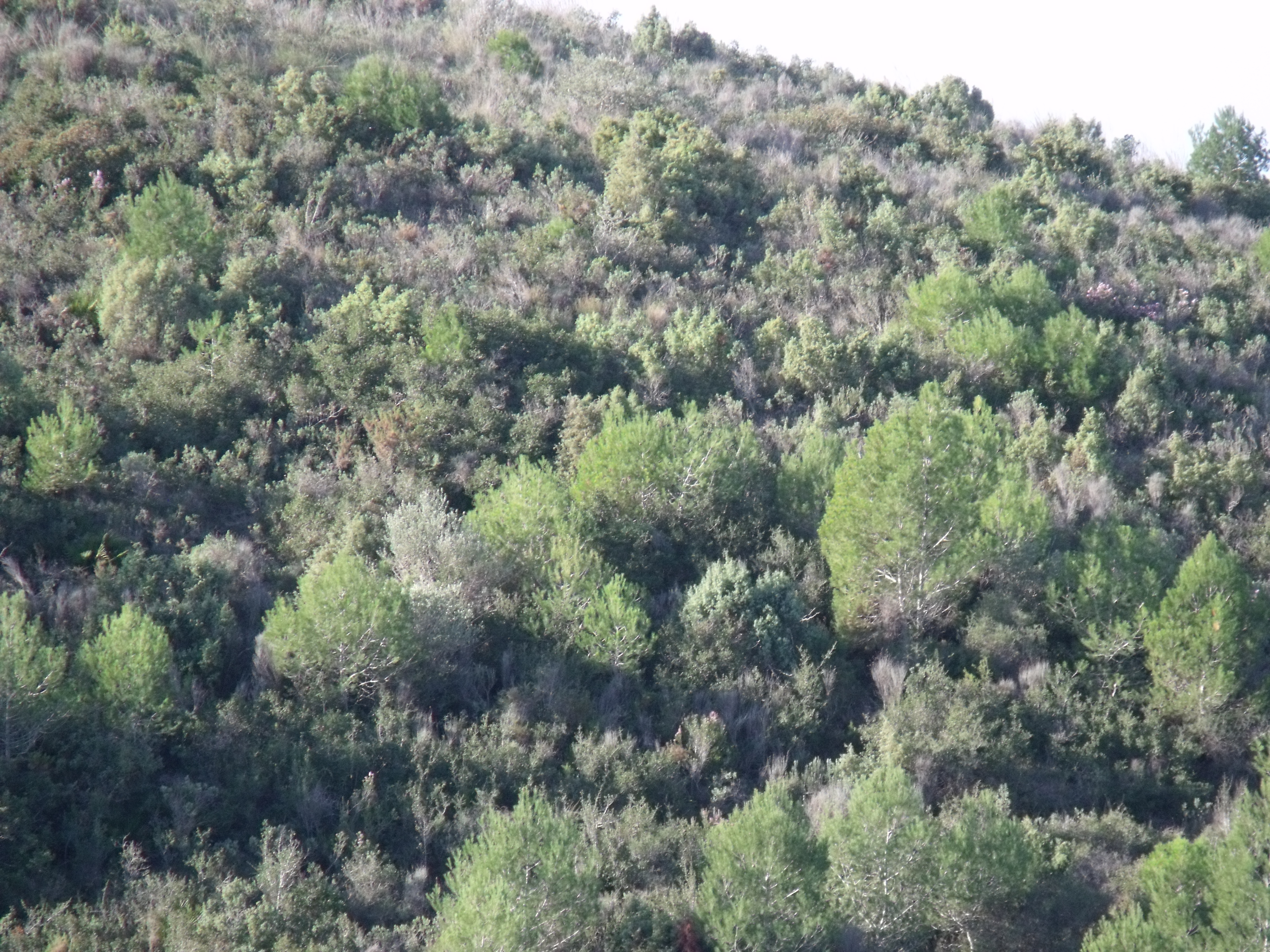
Vegetación de pinos y monte bajo en la Sierra Perenchiza, en el límite con Torrente.
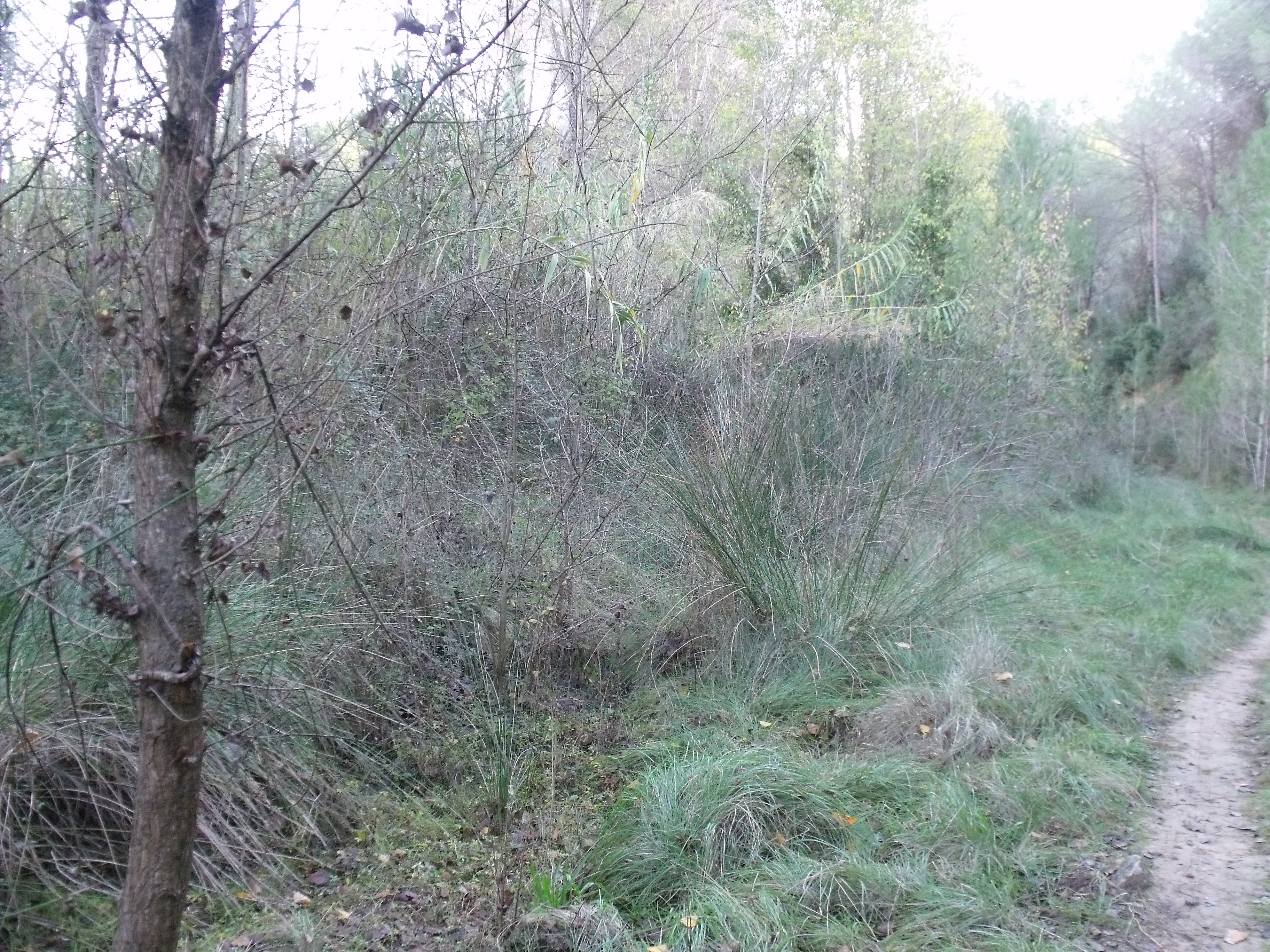
Vegetación junto al Barranco del Murtal.
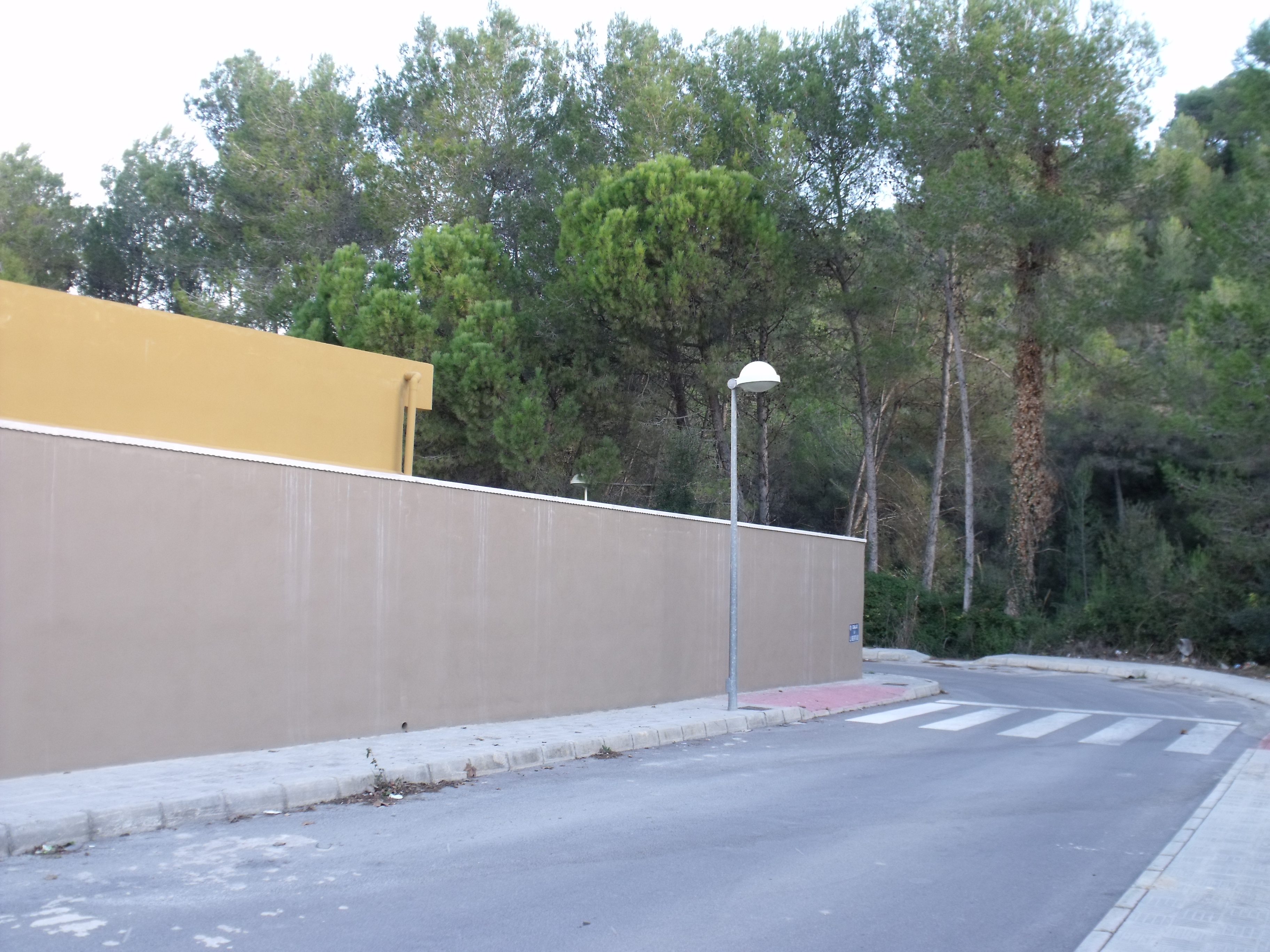
La urbanización Alameda de Calicanto está rodeada por los bosques del Barranco del Murtal y de la Fuente de Calicanto.
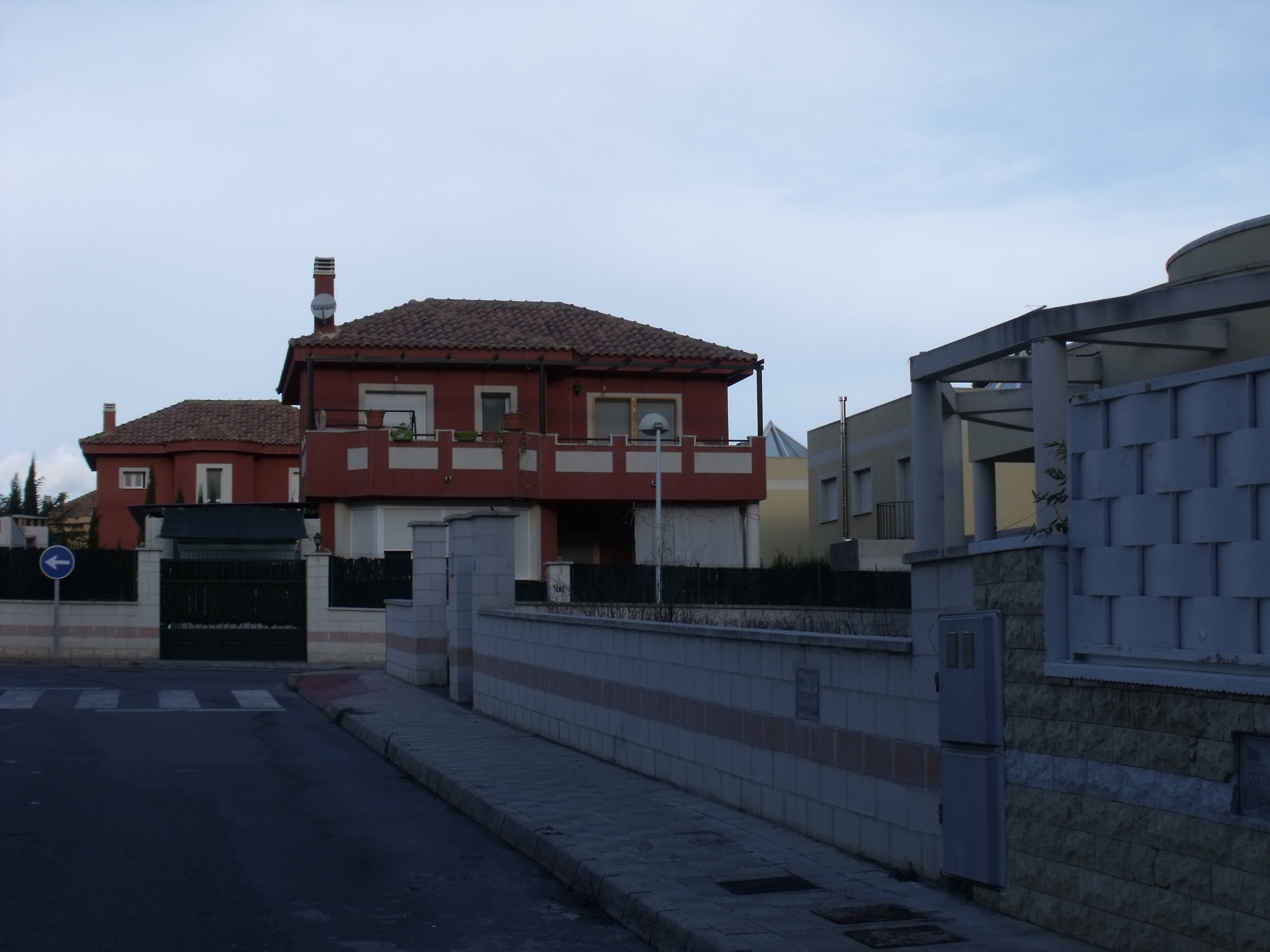
Pero este hecho no es apreciable en su urbanismo.

### Localidades limítrofes y accesibilidad
El término municipal de Godelleta limita con Chiva por el norte, con Turís por el sur, con Torrente por el este y con Buñol y Alborache por el oeste. Todas las localidades pertenecientes a la provincia de Valencia. Además, se encuentra a 30 km de la ciudad de Valencia. Desde Valencia se accede a esta localidad a través de la A-3 para enlazar con la CV-424.

## Historia
La actual población de Godelleta tiene sus raíces en el siglo XI, cuando se levantó la alquería islámica de Godayla, ligada a un entorno de huerta valenciana. Más tarde, entre los siglos XII y XIII, se construyó en torno a esta alquería una estructura defensiva de origen musulmán, conocida hoy como la “Torre árabe”, que integraba el sistema defensivo de la ciudad de Valencia.
Según las fuentes históricas, en el Llibre del Repartiment se menciona que el rey Jaume I otorgó Godelleta a Ximén Sáncho de Gorráiz el 28 de julio de 1238, aunque esta donación fue anulada más adelante, y la propiedad pasó a manos de Guillem d’Alcal.
Más tarde, en 1304, Godelleta recibió su Carta Puebla, un documento que formalizaba el asentamiento de nuevos pobladores, otorgada por Gombau d’Entença. Durante la época feudal y moderna, el control de la población fue pasando por distintas familias nobles y desde finales del siglo XIV, estuvo en manos de los Moncada.
En 1547, Godelleta se convirtió en una rectoría de moriscos y, en 1574, se independizó de Chiva, adoptando como patrón a San Pedro Apóstol. En ese tiempo, vivían allí tanto moriscos como cristianos viejos. Tras la expulsión de los moriscos en 1609, el pueblo quedó casi vacío y muchas tierras sin cultivar. Para repoblar la zona, el marqués de Aytona trajo familias de labradores de Alcublas en 1610, quienes se establecieron definitivamente e introdujeron sus costumbres, incluyendo el uso del castellano, que reemplazó al valenciano tradicional del lugar.
En 1874, durante las guerras carlistas, Godelleta fue tomada por las fuerzas lideradas por el cabecilla Santés.

## Demografía
Godelleta cuenta con una población de 4182 habitantes (INE 2024).
| Gráfica de evolución demográfica de Godelleta entre 1842 y 2021                                                     |
| |
| Población de derecho según los censos de población del INE Población de hecho según los censos de población del INE |

## Economía

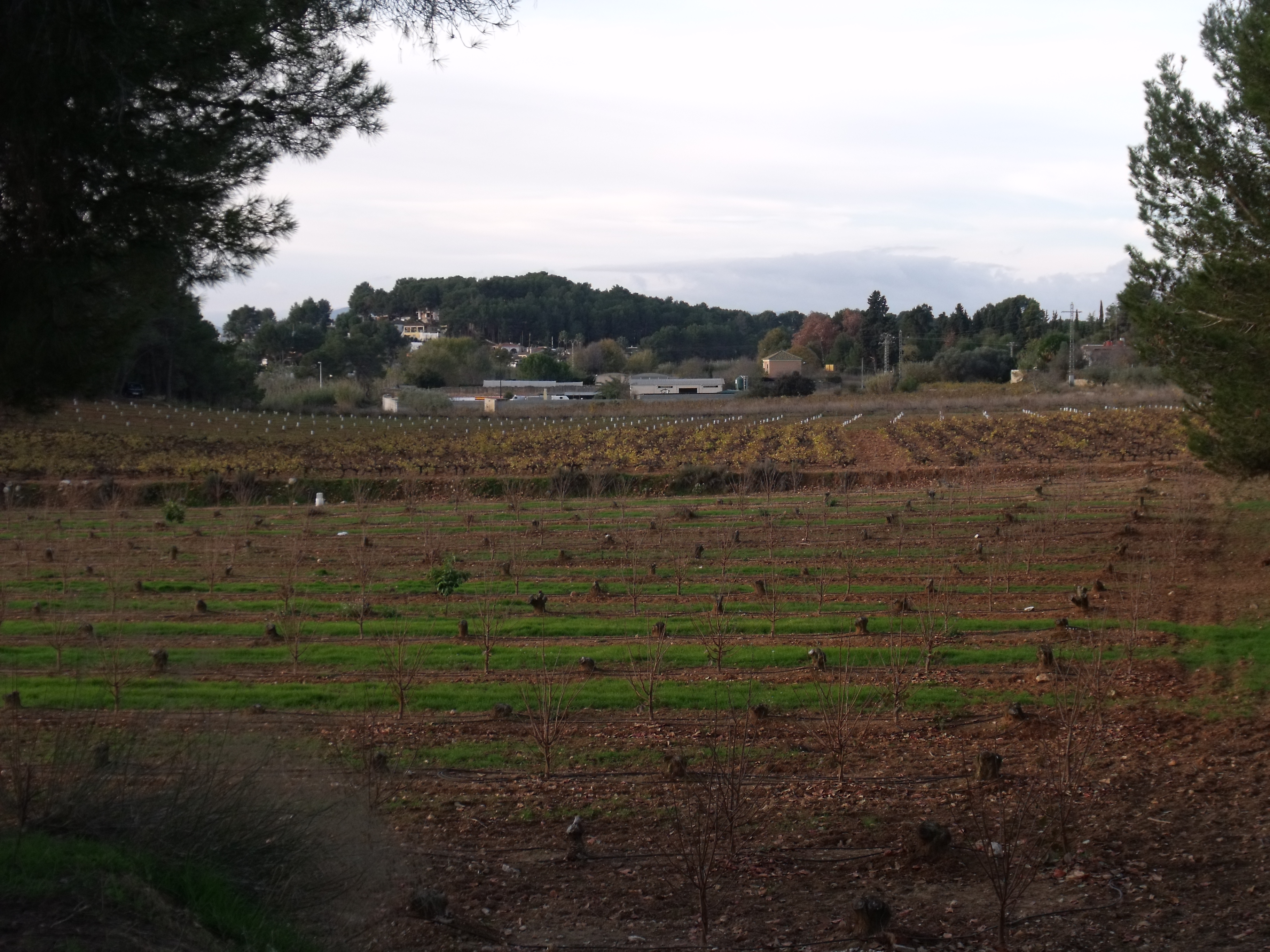
Campos de frutales y viñas en la parte oriental del término.

Tradicionalmente, Godelleta ha sido una localidad de carácter agrícola, centrada en cultivos de secano. Sin embargo, gracias a la construcción de pozos y la implantación del riego por goteo, se ha impulsado el cultivo intensivo, especialmente de la vid y, en particular, de la uva moscatel de mesa. También se cultivan otros productos agrícolas como naranjas, clementinas, caquis, melocotones, nectarinas, albaricoques, aguacates y pomelos. Además, la bodega cooperativa del municipio elabora vino y mistela, principalmente a partir de uva moscatel.

## Administración y política
| Periodo   | Nombre                                                                  | Partido      |
| --------- | ----------------------------------------------------------------------- | ------------ |
| 1979-1983 | Fernando Soldado García                                                 | PSPV-PSOE    |
| 1983-1987 | Rafael Carrascosa Ruiz                                                  | PSPV-PSOE    |
| 1987-1991 | Fernando Zanón Salvador                                                 | PSPV-PSOE    |
| 1991-1995 | Fernando Zanón Salvador                                                 | PSPV-PSOE    |
| 1995-1999 | Juan Gil Gil                                                            | PP           |
| 1999-2003 | Juan Gil Gil                                                            | PP           |
| 2003-2007 | Miguel Tarín Arnau                                                      | PSPV-PSOE    |
| 2007-2011 | Salvador Marín Clemente                                                 | PP           |
| 2011-2015 | Salvador Marín Clemente                                                 | PP           |
| 2015-2019 | Rafael Fora Ibáñez (2015-2017) Pablo Ramón Rodríguez Cortés (2017-2019) | EUPV         |
| 2019-2023 | Silvia López López (2019-2021) Rafael Fora Ibáñez (2021-2023)           | PP PSPV-PSOE |
| 2023-act. | María Amparo Pardo Luján                                                | PP           |

## Patrimonio
- Casco urbano. Godelleta está situado a los pies de un montículo denominado Alto Pinar. Contiene una parte antigua de calles tortuosas y un ensanche cuadricular que desciende por la falda del altozano hacia el barranco de la Fuentecica.
- Torre de Godelleta. En el centro de la población vieja se conserva en bastante buen estado una torre medieval, de posible cimentación árabe. Formaba parte de la red de torres vigías de la comarca y que se encuentra sin restaurar y en una propiedad privada muy cerca de la iglesia parroquial. Está bajo la protección de la Declaración genérica del Decreto de 22 de abril de 1949, y la Ley 16/1985 sobre el Patrimonio Histórico Español. La torre surgió a partir de una alquería agrícola preexistente y vinculada a un paisaje de huerta valenciano, formaba parte de línea defensiva de la ciudad de Valencia, junto con otras torres como las de Buñol, Chiva o Turís. Mide 25 m de alto y la primera planta se utilizaba de almacén, la segunda y la tercera tenían las habitaciones que carecen de ventanas. La torre cumplía una función defensiva, ofensiva, política y cultural. Hasta la fecha no existe la posibilidad de realizar visitas al interior De la Torre por la falta de seguridad, no obstante desde el ayuntamiento se está estudiando un plan para que próximamente esto sí sea posible.[5]
- Iglesia parroquial de San Pedro Apóstol. La iglesia parroquial de San Pedro Apóstol es uno de los principales monumentos de Godelleta y está situada en el centro del pueblo. Se trata de un templo de estilo neoclásico, cuya construcción comenzó en el siglo XVII. Posteriormente, se añadieron el crucero y el presbiterio. La iglesia fue dedicada a San Pedro Apóstol, y en ella se conservan valiosas reliquias: un fragmento de la cruz donde fue martirizado y un pequeño hueso de San Pablo. En la plaza España, en la parte inferior izquierda de la fachada del Ayuntamiento, hay un panel de azulejos que menciona la presencia de estas reliquias en Godelleta. El edificio tiene una sola nave, decorada con pilastras y arcos de medio punto. La nave y los brazos del crucero están cubiertos por una bóveda de cañón, y en el centro del crucero se alza una cúpula. La torre se encuentra en la esquina trasera izquierda del conjunto.[6]
- Ayuntamiento. De factura moderna fue construido tras el derribo del antiguo edificio. Recuerdo del anterior es una cerámica con la imagen de San Pedro en su fachada que hace alusión a las reliquias que Godelleta y Roma poseen de este santo y de San Pablo. Destaca la fuente, instalada hace una década, en el centro de la plaza de España.
- Torre de telegrafía óptica de Godelleta. La torre de telegrafía óptica está situada en la cima del Alto de la Torre, también conocido como Alto del Herrero, un cerro alargado que se eleva a 380 m sobre el nivel del mar. Se localiza aproximadamente a 1500 m al oeste del centro de Godelleta y a unos 200 m al noreste de la carretera CV-424.Los sistemas de telegrafía óptica surgieron a finales del siglo XVII como una forma más rápida de comunicación que los tradicionales mensajeros a caballo. En España, los primeros intentos los impulsó Agustín de Betancourt, a quien Carlos IV encargó construir una línea entre Madrid y Cádiz, aunque solo se llegó hasta Aranjuez. Más tarde, en 1844, el Gobierno encomendó al coronel José Mª Mathé la creación de una red nacional que conectara Madrid con todas las capitales de provincia. Sin embargo, solo se llegaron a completar las líneas hacia Irún, Cádiz y La Junquera, pasando por Valencia y Barcelona.[7]
- Fuente y paseo del Recreo. El paseo del Recreo es uno de los itinerarios más conocidos dentro del casco urbano de Godelleta. Se encuentra a pocos minutos de la plaza de España, en pleno centro, y destaca por ser un recorrido muy agradable gracias a su entorno paisajístico y su vínculo con la arquitectura del agua. En el parque encontramos el lavadero municipal, la fuente del Murtal y al final del recorrido, la fuente del Recreo, esta última muy visitada por los vecinos por su amplitud y gran caudal.[8]
- Bodega Cooperativa San Pedro Apóstol. Edificio situado a la entrada del pueblo y claro ejemplo de la arquitectura de los años del desarrollismo. El cultivo de la vid ha sido un pilar fundamental en la historia de Godelleta desde que en 1939 un grupo de agricultores fundaron la Cooperativa Vinícola San Pedro Apóstol de Godelleta. Desde ese momento, la bodega ha sufrido grandes reformas y ampliaciones, siendo los primeros en instalar la primera prensa neumática en la Comunidad Valenciana. Además, actualmente cuenta con unas instalaciones modernas y adaptadas a la elaboración de la uva de moscatel contando con tolvas para su recepción y prensas neumáticas. La Bodega ofrece visitas guiadas con cata de sus productos y la posibilidad de realizar reuniones, convenciones y cáterin en un espacio habilitado para ello.[9]
- Lavadero municipal. El lavadero municipal es un edificio realizado en mampostería, se accede a él desde la calle de la Balsa, bajando unos escalones, ya que se encuentra en un nivel inferior a esta calle. Independientemente de su función primigenia, los lavaderos eran el espacio de las mujeres, donde además de lavar la ropa, tenderla y orearla al sol, se conversaba con las vecinas del lugar, es decir, era un lugar en el que las mujeres podían socializar mientras realizaban las tareas del hogar.[10]
- Monasterio del Corazón Eucarístico de Jesús De factura moderna está construido junto a la carretera de acceso a la población. Habitado por la orden de las Carmelitas descalzas, es de clausura y sus monjas se dedican a la venta de cerámica y objetos similares.
- Casas típicas. Pese a la destrucción de muchos edificios singulares, el último ha sido el Chalet Chirivella, todavía se conservan algunas casas que ostentan rejas, balcones o cerámicas en sus puertas dignas de ser admiradas y puestas en valor, evitando la desaparición del ya muy menguado patrimonio de la población.

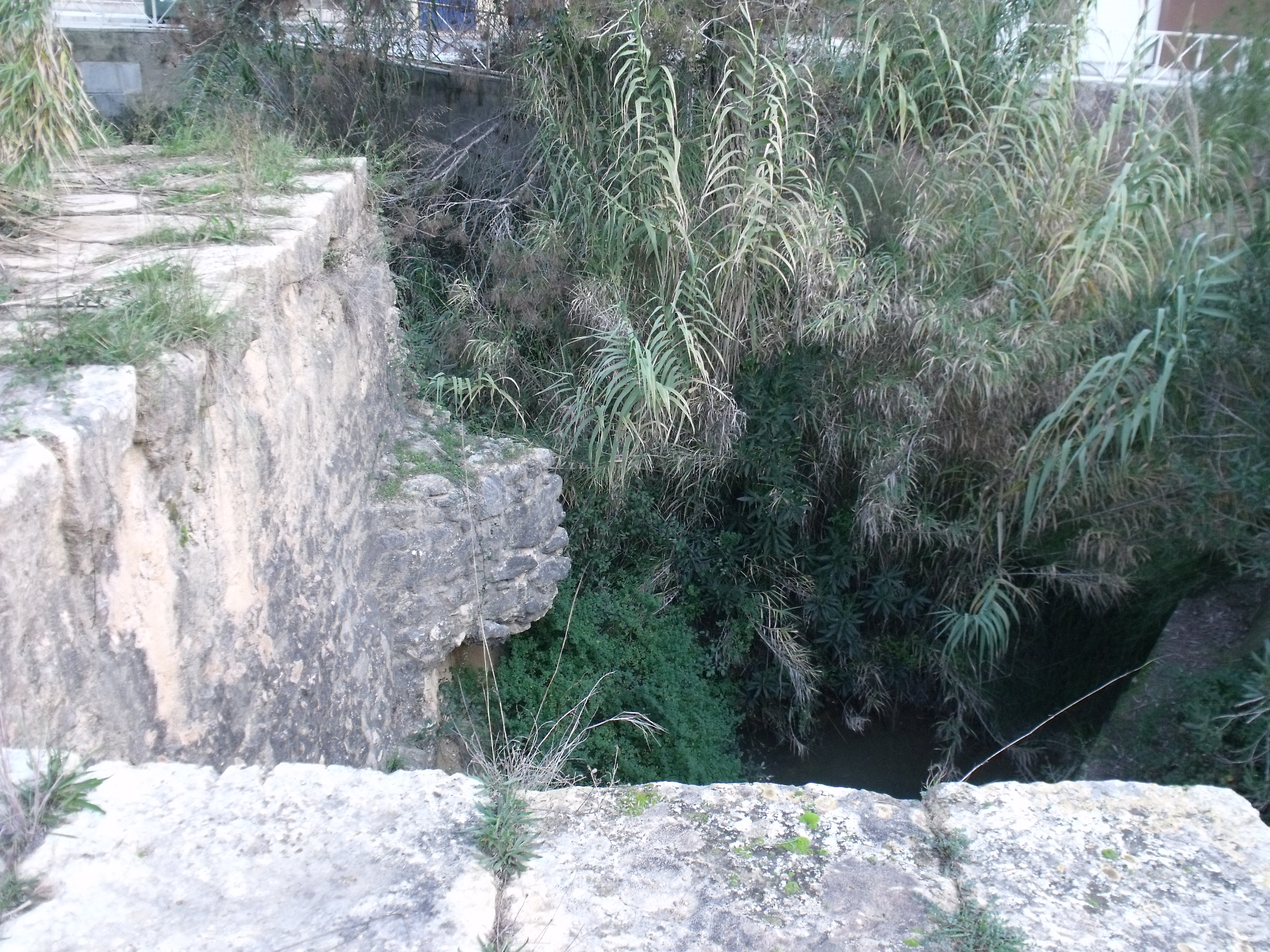
Presa del Poyo.
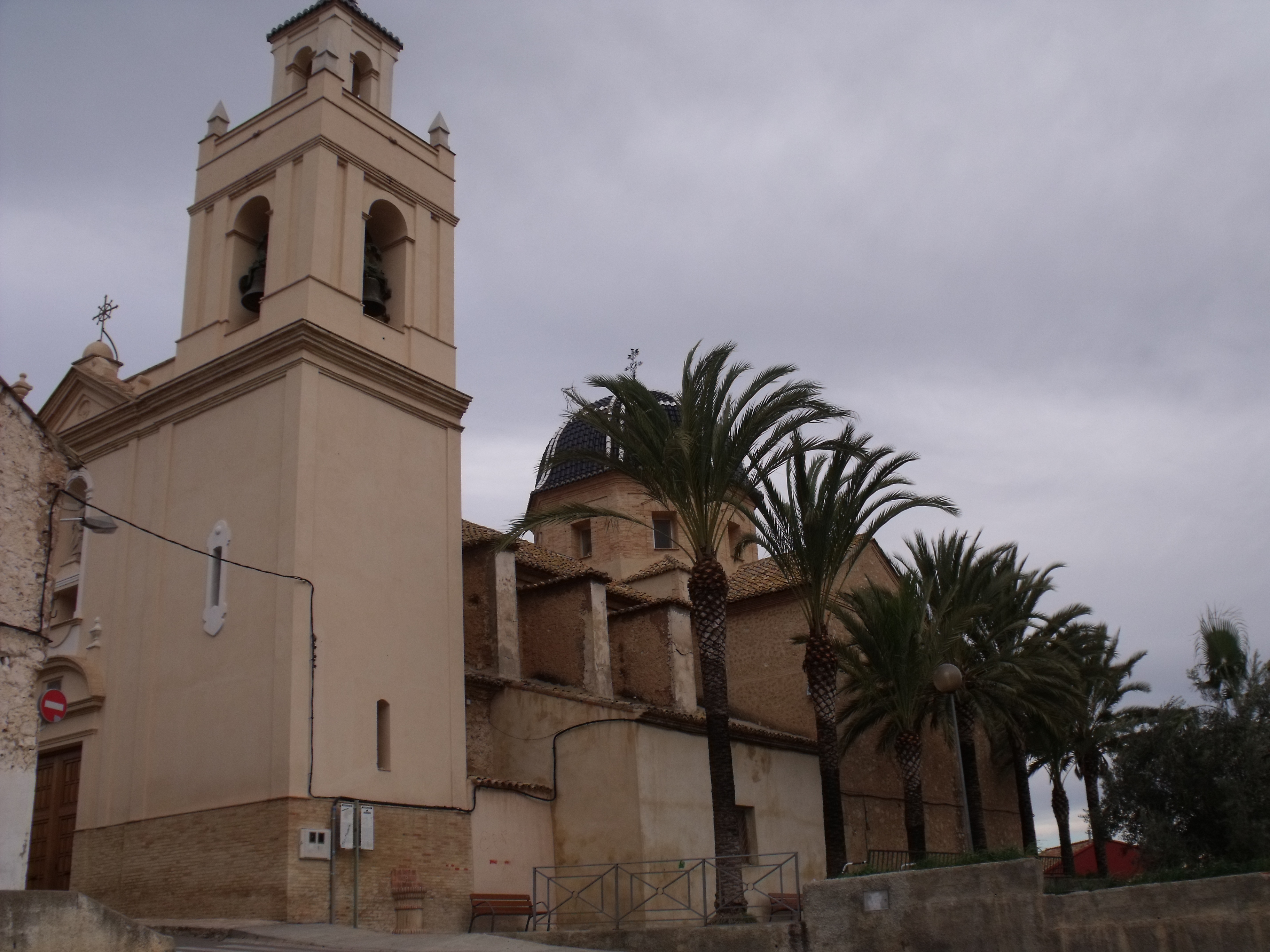
Iglesia de San Pedro Apóstol.
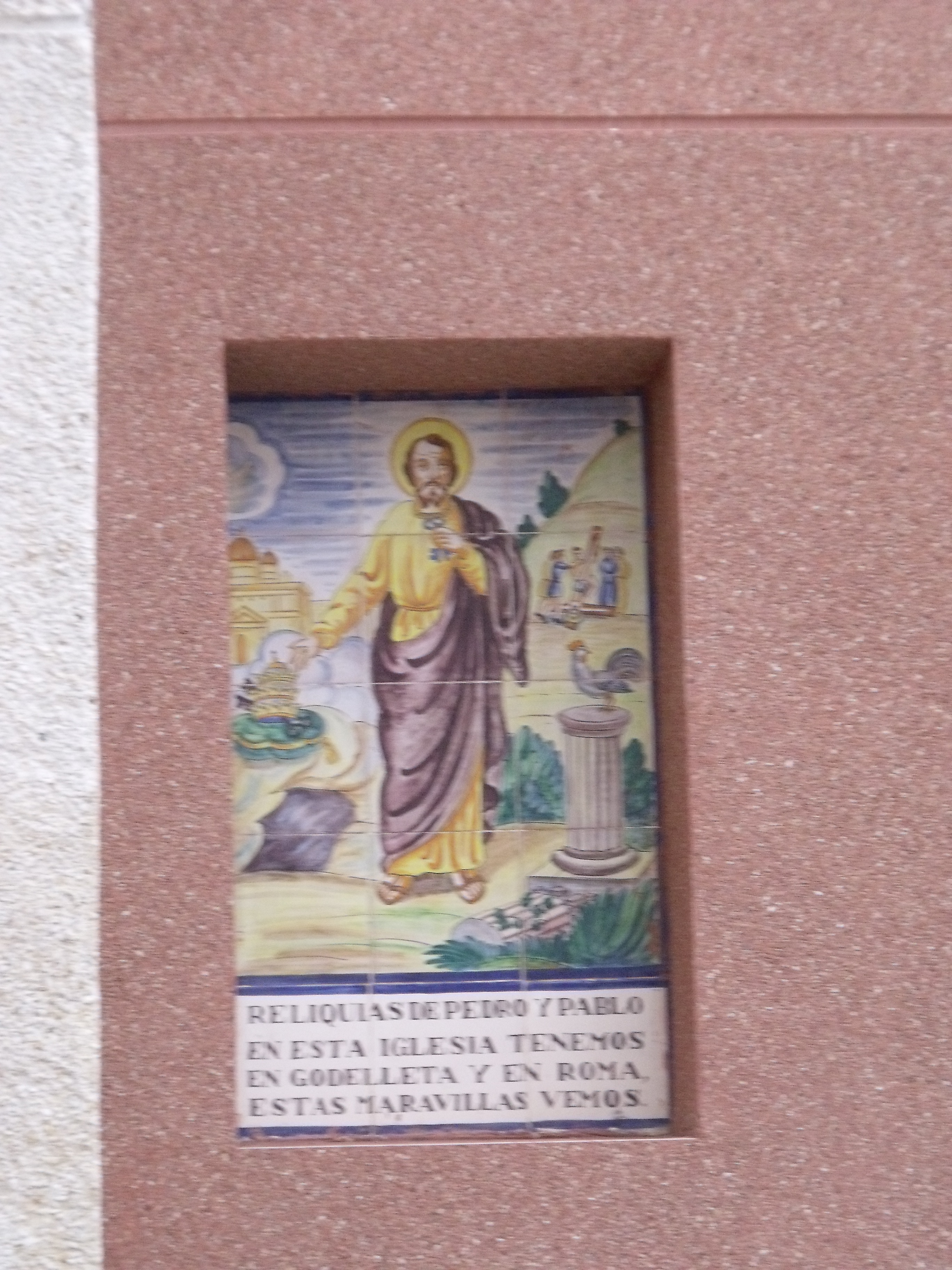
Cerámica de San Pedro en la fachada del ayuntamiento.
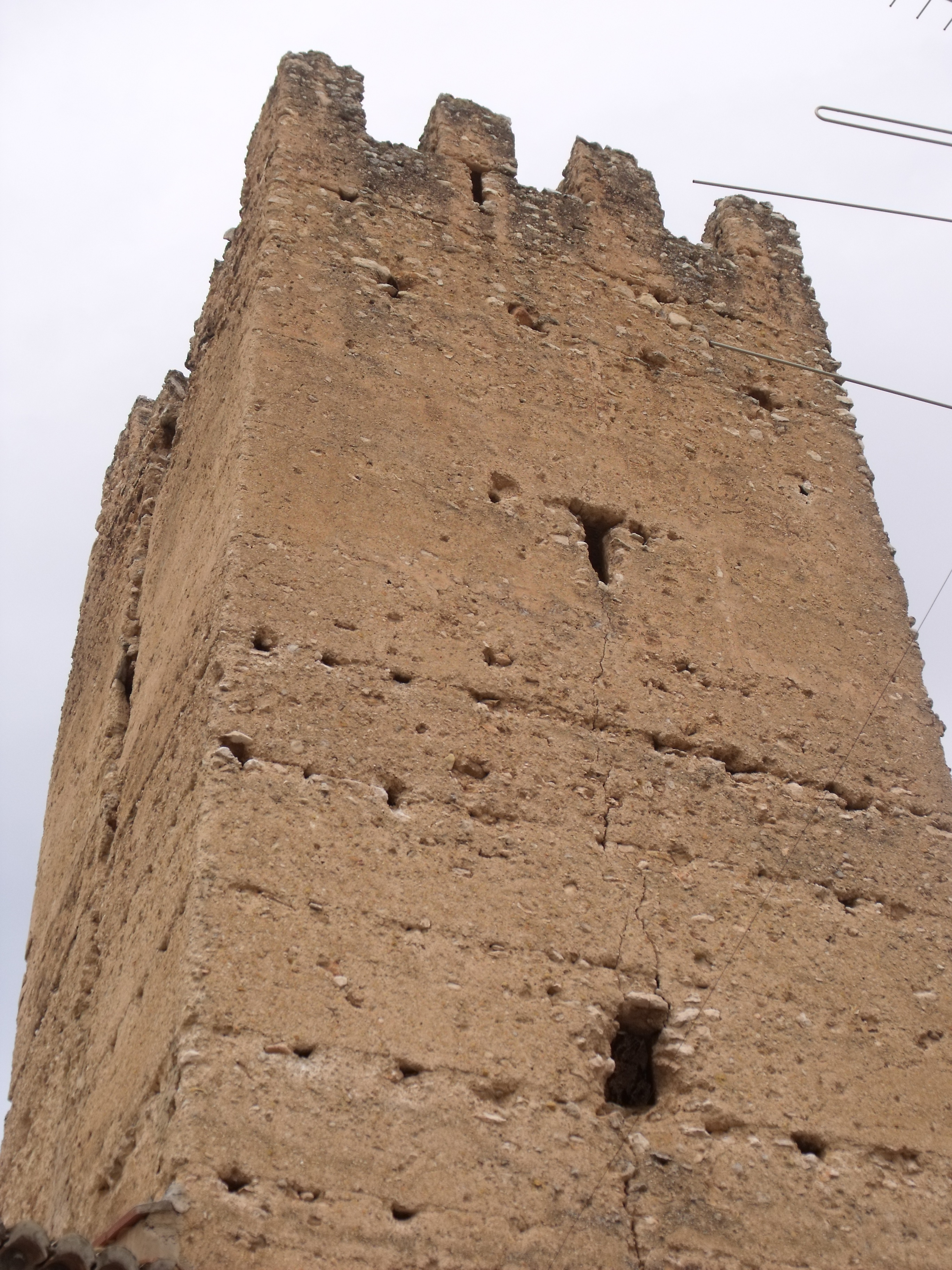
Torre árabe.
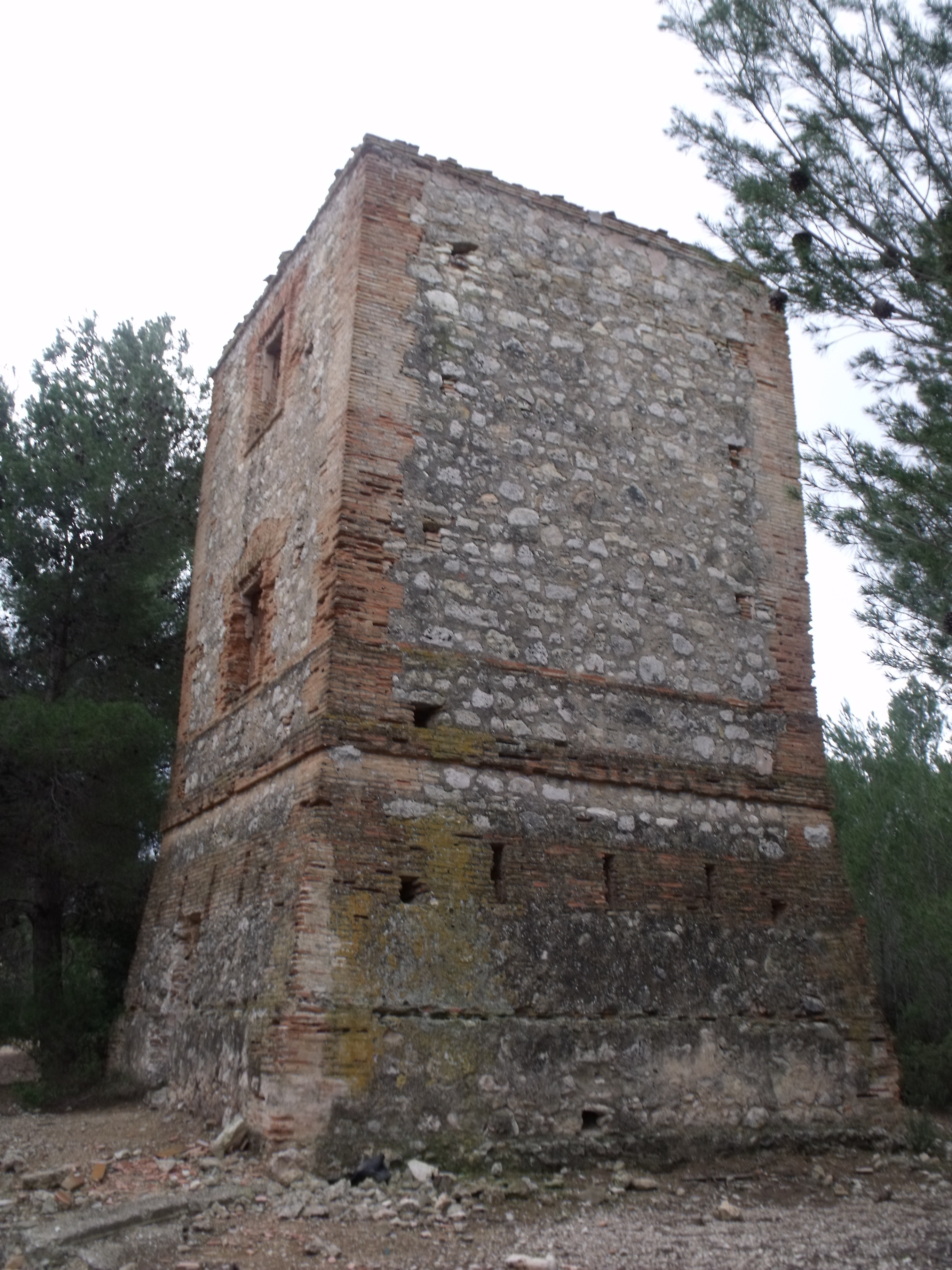
Torre de telegrafía óptica.
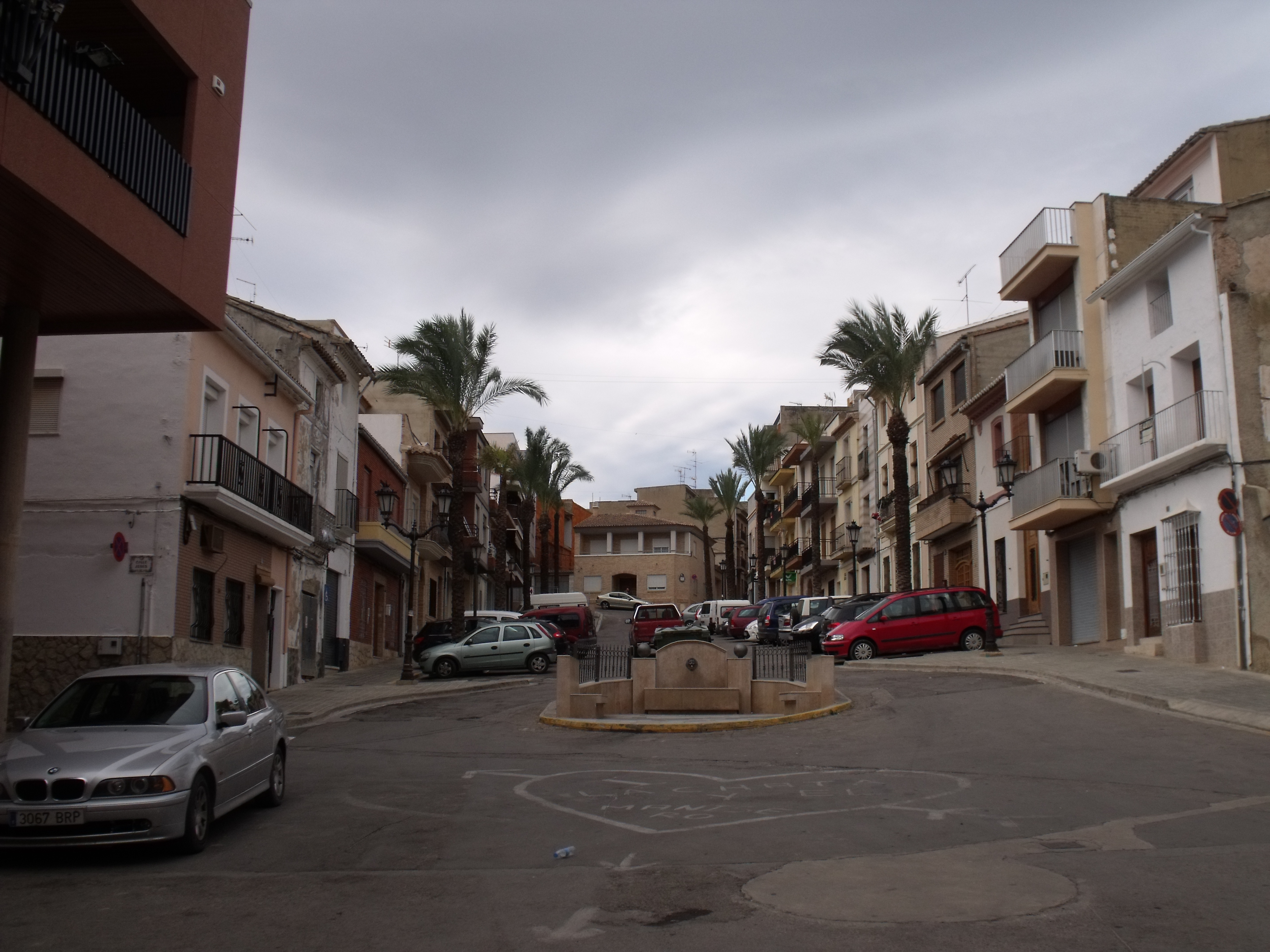
Plaza de España.

## Fiestas
- 17 de enero San Antonio Abad. Se traslada a domingo, Bendición de animales.
- 18 de enero, Día de las reliquias de San Pedro y San Pablo. El 18 de enero es un día declarado fiesta local en Godelleta ya que se celebra la festividad de las Reliquias de San Pedro y San Pablo Apóstoles, reliquias que permanecen en Godelleta y que han marcado la historia del pueblo. Se realiza una misa solemne, una mascletá al mediodía y una procesión vespertina.No se conoce el origen de esta fiesta pero cuenta la leyenda que en Roma se sortearon tres veces las reliquias de San Pedro y San Pablo, y esas tres veces la localidad agraciada fue Godelleta. Esta leyenda dio pie al dicho popular: “Reliquias de Pedro y Pablo, en esta iglesia tenemos, en Godelleta y en Roma, estas maravillas vemos”.Aunque no se conoce si esto es verdad o no, es un hecho que las reliquias permanecen en Godelleta y han marcado la historia y evolución del municipio.[11]
- Fallas. Es una de las fiestas que más celebra el pueblo. El viernes de la semana fallera es fiesta local en Godelleta. La Asociación cultural fallera Godayla, organiza multitud de actos, entre los que destacan las mascletás, comidas y cenas, pasacalles, verbenas y la tradicional quemá de la falla.[11]
- 29 de junio, San Pedro Apóstol, Desde tiempos inmemoriales se celebra la Festividad de San Pedro Apóstol, (patrón de Godelleta), el día 29 de junio, día señalado en el calendario como fiesta local. Durante el día, además de la eucaristía, mascletá, procesión y castillo de fuegos artificiales, se cantan los gozos a San Pedro Apóstol. Con el paso del tiempo las fiestas y actos se han ido ampliando y ahora incluyen conciertos, festivales y festejos taurinos.[11]
- Fiestas de verano: Las fiestas de Agosto son las fiestas mayores de Godelleta. Durante el mes de agosto, en el pueblo se pueden disfrutar distintas fiestas, actos y acontecimientos organizados por los clavarios en los siguientes días:[11]

15 de agosto, Virgen de la Asunción. Es una fiesta organizada por las clavarías casadas. En el día se disfruta de una ofrenda de flores, Misa, Mascletá y procesión y por la noche fiesta en el polideportivo.
16 de agosto San Roque. Organizada por los clavarios que tienen 19-20 años. En el día se disfruta de una despertá, Misa, Mascletá y procesión. Por la noche fiesta en el polideportivo.
17 de agosto, Virgen del Carmen. Organizada por las clavariesas que tienen 18-19 años. En el día se disfruta de una despertá, Misa, Mascletá y procesión. Por la noche fiesta en el polideportivo.
18 de agosto, Cristo del Perdón y de la Buena Muerte. Imagen del año 1945 esculpida por Rodrigo Soriano Mollá y donada a la iglesia parroquial de Godelleta por Dª Pilar Soriano en ese mismo año. La fiesta está a cargo de los clavarios que anualmente son elegidos. Despertá, Misa, Mascletá y procesión. Por la noche fiesta en el polideportivo.
Las fiestas religiosas son seguidas de una semana de toros, en que se pone en escena la fiesta del Toro de la cuerda, que es paseado por toda la población atado a una larga cuerda. Además, entrada de toros al mediodía, toro embolado y suelta de vaquillas
- 7 de octubre, Virgen del Rosario. Se trata de la fiesta patronal en honor a la Stma. Virgen del Rosario en Godelleta, la patrona de la localidad. Se celebra el primer fin de semana de octubre y los actos son organizados por la Cofradía de la Virgen del Rosario.[11]